# Ason
Ason, pseudonym för Nils Bertil (Berthil) Andersson född 26 januari 1913 i Solna, död 19 oktober 1988 i Solna  var en svensk serieskapare. 
Tecknaren Ason var en av Sveriges flitigaste skämt och serietecknare, som skapade över 20 olika skämtsamma och vitsiga serier för svensk press.  Han signerade de flesta av sina arbete med Ason eller A-son. Hans mest kända serie var Stålfarfar i Aftontidningen i Stockholm från 1948 och framåt. Stålfarfar utkom även som album.
Bland andra verk kan nämnas:
- "47 Kvick" i en originalserie i tidningen Folket i Bild.
- "Spik-Anton" i tidningen Byggnadsarbetaren
- "Solkatten" i 47:an Löken och "Emil Kork" både i 47:an Löken och i En Rolig Halvtimma
- "Masthuggs-Morgan" – serie i morgontidningen Ny Tid i Göteborg på 1950-talet.
- "Snipp och Snapp" i Aftonbladet
- "Sten-Viktor" i Expressen
- "Glade Oskar" i Hemmets Veckotidning

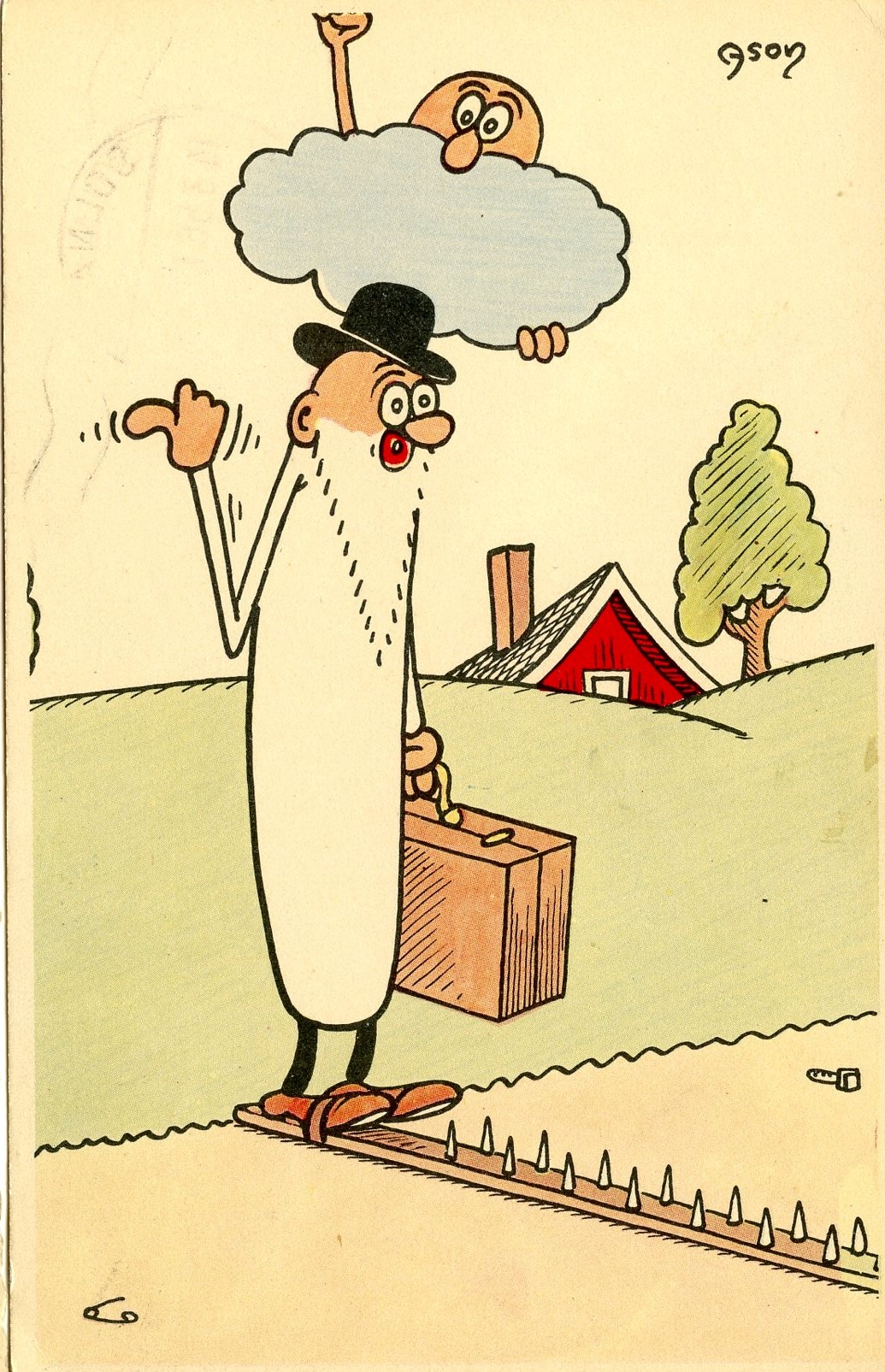
Stålfarfar

Ason är gravsatt i minneslunden på Solna kyrkogård.